# Armenia occidentale

Bandiera dell'Armenia Occidentale

L'Armenia occidentale è una regione che, storicamente, corrisponde a quella parte dell'Armenia che rimase sotto il dominio dell'Impero ottomano, dopo che l'Armenia orientale fu annessa all'Impero russo a seguito della guerra russo-persiana (1826-1828) e della guerra russo-turca (1828-1829) (Armenia russa).
L'Armenia occidentale, detta anche "Armenia ottomana", si componeva di sei vilayet: (vilâyat-ı sitte): Erzurum, Van, Bitlis, Diyarbakır, Kharput e Sivas.
Con il trattato di Sèvres successivo alla prima guerra mondiale furono stabiliti i confini (così come proposti dal presidente statunitense Woodrow Wilson) del nuovo Stato armeno, cosiddetta Armenia wilsoniana, che avrebbe incorporato parte dei villayet di Erzurum, Trebisonda, Bitlis e Van, assicurandosi tra l'altro uno sbocco sul Mar Nero in corrispondenza di Trebisonda. Tuttavia, le previsioni del mandato, benché riconosciuto sia dal governo armeno sia da quello turco, non furono mai eseguite: il successivo trattato di Losanna, grazie all'abilità di Mustafa Kemal, cancellò quanto previsto da quello di Sèvres. C'è da considerare, comunque, che questo secondo trattato fu firmato dalla sola Turchia senza l'assenso della controparte armena: proprio per questa ragione molte organizzazioni di armeni nel mondo considerano l'accordo nullo e dunque ritengono che l'Armenia occidentale debba essere riconsegnata alla Repubblica armena.
Da notare che nella regione si parlava un dialetto, noto come armeno occidentale, diverso dalla lingua ufficiale della Repubblica armena (quest'ultima nota come lingua armena orientale). Ancora oggi i pochi armeni rimasti in Turchia e i molti armeni del levante e della diaspora parlano questa variante dell'armeno, insegnato in molte scuole sparse in tutte le nazioni del mondo ove si trovino comunità armene.